# Liste der Monuments historiques in Morschwiller-le-Bas
Die Liste der Monuments historiques in Morschwiller-le-Bas führt die Monuments historiques in der französischen Gemeinde Morschwiller-le-Bas auf.

## Liste der Objekte
| Bezeichnung                                             | Beschreibung                                   | Standort                       | Kennzeichnung | Schutzstatus | Datum | Bild |
| ------------------------------------------------------- | ---------------------------------------------- | ------------------------------ | ------------- | ------------ | ----- | ---- |
| Zwei Flachreliefs: Einzug in Jerusalem und Kreuztragung | Terracotta, 18. Jahrhundert                    | in der Kirche St-Ulrich (Lage) | PM68001500    | Inscrit      | 1995  |      |
| Gemälde Wunder des heiligen Ulrich                      | Ölfarbe auf Leinwand, 1851 von Alexandre Leroy | in der Kirche St-Ulrich (Lage) | PM68001477    | Inscrit      | 1995  |      |